# Pinus henryi
Espèce
Statut de conservation UICN

 NT  : Quasi menacé
Pinus henryi est une espèce de conifères de la famille des Pinaceae. Elle est endémique de Chine.